# Ophoven (Belgique)
Pour les articles homonymes, voir Ophoven.
Ophoven est une section de la commune belge de Kinrooi située en Région flamande dans la province de Limbourg. C'était une commune à part entière avant la fusion des communes de 1971.

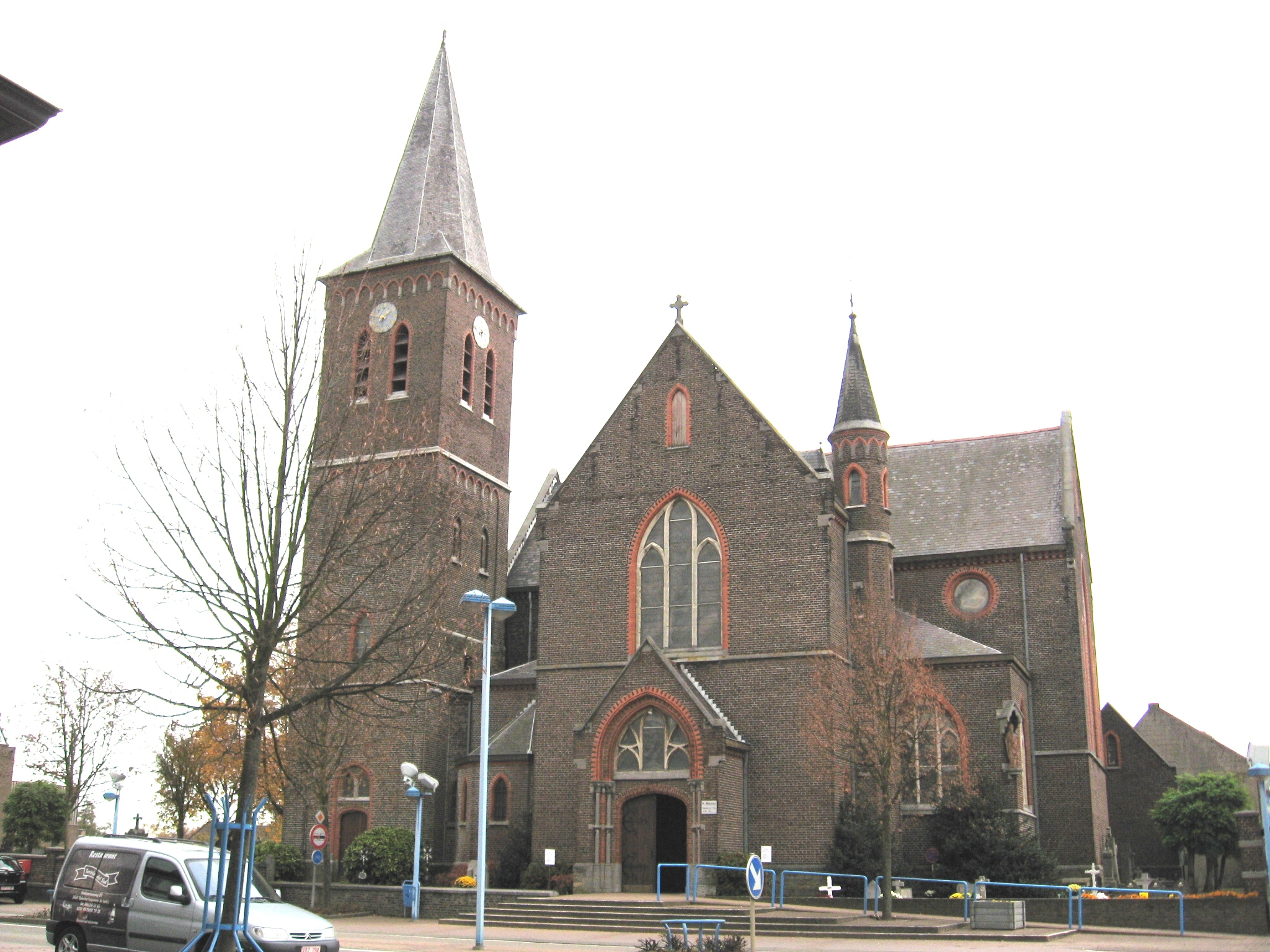
Église Saint-Servais

## Évolution démographique
- Sources: INS, www.limburg.be et Commune de Kinrooi
- 1845: Le hameau de Hagedoren fut rattaché à la nouvelle commune de Kinrooi